# كومرتاو
كومرتاو (بالروسية: Кумертау) هي إحدى مدن روسيا في الكيان الفدرالي الروسي باشكورتوستان.